# ClariS
ClariS là nhóm nhạc nữ Nhật Bản bao gồm hai thành viên: Clara và Karen đến từ Sapporo, Hokkaido. HIện tại, ClariS đang nằm dưới sự quản lý của RunTime Music Entertainment.

## Lịch sử

### 2009–2010: Alice☆Clara
Ban đầu, Clara muốn thử "Utattemita" (歌ってみた） nhưng vì không có đủ dũng khí nên cô quyết định mời Alice hát cùng. Cả hai lấy tên tài khoản chung Alice☆Clara (アリス☆くらら） và đăng cover của Vocaloid Hatsune Miku lên Niconico Douga vào tháng 10 và tháng 11 năm 2009.
Để chuẩn bị cho sự ra mắt của tạp chí nhạc anime "LisAni!", biên tập viên Sony Magazines lên kế hoạch tìm kiếm tài năng âm nhạc mới trên Niconico do Kz (ứng cử nhạc sĩ tiềm năng cho "LisAni!") thường xuyên upload bài hát của anh trên trang web này. Một trong những người chịu trách nhiệm tìm kiếm - nhà phê bình âm nhạc Tomita Akihiro phát hiện ra cover của hai học sinh trung học cơ sở năm nhất - Alice và Clara và cả hai nhanh chóng được lựa chọn. Sau đó, Kz được đề nghị sáng tác bài hát cho Alice☆Clara.
Ngày 24 tháng 4 năm 2010, "LisAni!" số thứ nhất được phát hành với đĩa CD bài hát DROP do Alice☆Clara trình bày.. ClariS tiếp tục đăng thêm năm bài cover nữa trong năm 2010 kết thúc với nhạc phim K-On!! "Listen!!" vào ngày 5 tháng 6 năm 2010 Ngày 24 tháng 7 năm 2010, tạp chí "LisAni!" số thứ hai được phát hành cùng với đĩa CD bài hát "Kimi no Yume wo Miyou" (君の夢を見よう） của ClariS, sáng tác Kz. Đĩa đơn chứa cả hai bài hát nói trên được phát hành tại Comiket 78 vào ngày 12 tháng 8 năm 2010.

### 2010–2012: Thành lập ClariS & Connect
Tháng 9 năm 2010, Alice và Clara ký hợp đồng với SME Records bằng tên gọi chính thức "ClariS." Alice và Clara rất bất ngờ vì sự kiện này. Về sau, Alice nói rằng trước đó cô nghi ngờ rằng có thể hai người đang bị lừa. ClariS ra mắt ngành giải trí với đĩa đơn "irony", phát hành ngày 20 tháng 10 năm 2010. "irony" (sáng tác Kz) chiếm vị trí thứ bảy trên bảng xếp hạng tuần của Oricon. Bài hát chính cùng tên được sử dụng làm nhạc phim mở đầu series anime mùa thứ nhất "Oreimo." Công ty Good Smile phát hành bộ Nendoroid Petit của ClariS dựa trên hình minh hoạ Alice và Clara (họa sĩ Kanzaki HIro) cho "irony" trong tháng 1 năm 2012.
ClariS phát hành đĩa đơn thứ hai "Connect" (コネクト） vào ngày 2 tháng 2 năm 2011. "Connect" đứng vị trí thứ năm trên bảng xếp hạng tuần của Oricon và bài hát chính được sử dụng làm nhạc phim mở đầu series anime mười hai tập "Puella Magi Madoka Magica." Không những thế, tháng 1 năm 2012, "Connect" với hơn 100.000 bản bán ra trong năm được trao giải đĩa vàng bởi Hiệp hội Công nghiệp Thu âm Nhật Bản (RIAJ.) "Connect" tiếp tục mang đến cho ClariS giải thưởng "New Type Anime Award" vào ngày 30 tháng 11 năm 2011.
ClariS hát bài "true blue" - cover của đĩa đơn năm 2003 của Zone trên album được phát hành ngày 10 tháng 10 năm 2011 "Zone Tribute: Kimi ga Kureta Mono" (ZONEトリビュート～君.れたもの～)
ClariS phát hành đĩa đơn thứ ba "nexus" (sáng tác Kz) vào ngày 14 tháng 9 năm 2011. Bài hát "nexus" được sử dụng làm nhạc phim mở đầu video game "Oreimo Portable ga Tsuzuku Wage ga Nai" và nhạc nền cho số thứ chín light novel "Oreimo" cùng với sự xuất hiện của ClariS. Bài hát "Don't cry" thuộc đĩa đơn "nexus" được sử dụng làm nhạc nền cho tạp chi Aoharu của nhà xuất bản Shueisha.
ClariS phát hành đĩa đơn thứ 4 "Naisho no Hanashi" （ナイショの話,) vào ngày 1 tháng 2 năm 2012, sáng tác bởi Ryo với bài hát cùng tên làm nhạc phim kết thúc anime "Nisemonogatari."

### 2012–2014: BIRTHDAY, PARTY TIME & Alice tốt nghiệp
Alice và Clara tốt nghiệp trung học cơ sở tháng 3 năm 2012. ClariS phát hành album studio đầu tiên mang tên "BIRTHDAY" ngày 11 tháng 4 năm 2012 với ba phiên bản: bản thường chỉ với đĩa CD, bản giới hạn với CD, DVD và bản giới hạn khác với hai figure Nendoroid Petit của ClariS dựa trên hình minh hoạ của Ume Aoki trên đĩa đơn "Connect", cùng với một đĩa CD bổ sung với hai bài hát về Nendoroid. RIAJ trao Đĩa Vàng cho "BIRTHDAY" tháng 5 năm 2012. Ngày 15 tháng 8 năm 2012,
ClariS phát hành đĩa đơn thứ năm "Wake up." Bài hát cùng tên là nhạc phim kết thúc anime "Moyashimon."
"Luminous" (ルミナス） - được RIAJ trao Đĩa Vàng tháng 12 năm 2014 - là đĩa đơn thứ sáu phát hành ngày 10 tháng 10 năm 2012 với bài hát chính được sử dụng làm nhạc phim mở màn cho phim anime "Puella Magi Madoka Magica The Movie: Beginnings & Eternal": "Zenpen: Hajimari no Monogatari" (［前編］始まりの物語） & "Kouhen: Eien no Monogatari" (［後編］永遠の物語。）
Đĩa đơn thứ bảy "reunion" với bài hát chính sử dụng làm nhạc phim mở đầu series anime mùa thứ hai "Oreimo" (được phát hành ngày 17 tháng 4 năm 2013.)
ClariS phát hành album phòng thu thứ hai mang tựa đề "SECOND STORY" vào ngày 26 tháng 6 năm 2013. Đĩa đơn thứ tám "Colorful" (カラフル） với bài hát cùng tên được sử dụng làm nhạc phim mở đầu phim anime "Puella Magi Madoka Magica The Movie: Rebellion": "Shinpen: Hangyaku no Monogatari" (［新編］反逆の物語）, phát hành ngày 30 tháng 10 năm 2013.
Ngày 5 tháng 1 năm 2014, ClariS tổ chức sự kiện "2014 New Year's Festival Hajimari no Yokan..." (２０１４　New Year's Festival　始まりの予感。。。） Để tạo bất ngờ cho người hâm mộ, trước khi sự kiện kết thúc, Alice và Clara xuất hiện trên sân khấu sau màn trắng biểu diễn bài hát "reunion." 
Đĩa đơn thứ chín "CLICK" và đĩa đơn thứ mười "STEP" (Kz sáng tác) với bài hát chính sử dụng làm nhạc phim mở đầu anime mùa thứ nhất "Nisekoi", lần lượt được phát hành vào ngày 29 tháng 1  và 16 tháng 4 năm 2014.
ClariS phát hành album phòng thu thứ ba "PARTY TIME" vào ngày 4 tháng 6 năm 2014. Đây cũng chính là thời điểm Alice tốt nghiệp khỏi ClariS để tập trung học tập.

### 2014–nay: Karen gia nhập & ClariS lưu diễn
Đối mặt với việc Alice tốt nghiệp, Clara lên tiếng bác bỏ tin đồn ClariS từ đây sẽ tan rã. Ngày 8 tháng 11 năm 2014, tạp chí "LisAni!" số 19 được phát hành kèm đĩa CD bài hát "Clear Sky" bởi ClariS cùng với sự ra mắt của Karen(cả hai đều đang là học sinh trung học phổ thông.)
ClariS phát hành đĩa đơn thứ 11 "border" vào ngày 7 tháng 1 năm 2015; "border" là bài hát kết thúc series anime "Tsukimonogatari". ClariS biểu diễn trực tiếp tại "LisAni! Live-5", Nippon Budokan vào ngày 25 tháng 1 năm 2015 với hai bài hát "Connect" và "border". Tháng 3 cùng năm, Clara và Karen tốt nghiệp trung học phổ thông. Tiếp theo đó, ngày 15 tháng 4 năm 2015, album tuyển tập đầu tiên được phát hành mang tên "ClariS ~SINGLE BEST 1st~."
Ngày 29 tháng 7 năm 2015, ClariS phát hành đĩa đơn thứ 12 "Anemone" (アネモネ） với bài hát chính được sử dụng làm nhạc phim kết thúc anime "Classroom Crisis." Trong lúc đó, ClariS tổ chức chiến dịch tên lửa Anemone với lời nhắn đặc biệt từ Clara và Karen dành cho người được chọn có cảm nghĩ về tấm hình tên lửa trong MV cùng tên ấn tượng nhất. Mặt khác, từ ngày 15 đến 31 tháng 8 năm 2015, ClariS tham gia "Summer Fair 2015" ở Animate với chữ ký tặng kèm mỗi bản đĩa đơn được bán ra (ngoại trừ Anemone.)
Ngày 31 tháng 7 năm 2015, ClariS tổ chức buổi biểu diễn solo chính thức đầu tiên tại nhà hát Zepp Tokyo mang tên "1st Live: Tobira no Saki e" (１st　Live　"扉の先へ"）
Ngày 20 tháng 10 năm 2015, ClariS kỷ niệm năm năm chính thức thành lập nhóm cùng với sinh nhật lần thứ 40 của Kiki & Lala (Little Twin Stars) bằng đĩa đơn "Prism", được phát hành ngày 25 tháng 11 năm 2015.
Ngày 2 tháng 3 năm 2016, ClariS phát hành album concept mini đầu tiên với tên gọi "SPRING TRACKS - Haru no Uta" (SRPING TRACKS ー 春のうた　ー)　về chủ đề mùa xuân với một bài hát gốc "Hira Hira Hirara" và bốn bản cover của supercell, NIRGILIS, Matsu Takako và Matsuda Seiko.
Từ ngày 6 đến 20 tháng 3 năm 2016, ClariS tổ chức chuyến lưu diễn xuyên quốc gia (Nhật Bản) đầu tiên mang tên "1st Tour - Yume no Ichi Peeji..." 『１ｓｔ　Tour　"夢の1ページ。。。"』 tại hệ thống nhà hát Zepp tại Nagoya, Ōsaka và Tokyo.
Ngày 27 tháng 7 năm 2016, ClariS phát hành đĩa đơn mang tên "Gravity" với bài hát cùng tên là nhạc phim kết thúc đầu của series anime QUALIDEA CODE.
Sau sự thành công của 『１st　Tour　"夢の１ページ"』, trong hai ngày 17 và 18 tháng 9 năm 2016, ClariS tổ chức biểu diễn HALL CONCERT đầu tiên tại nhà hát Pacifico Yokohama.

## Nguồn gốc tên gọi & Thành viên

Hình minh họa chính thức ClariS bởi Kanzaki Hiro với Clara (bên trái) và Alice (bên phải) dành cho đĩa đơn "irony."